# Медведский, Александр Леонидович
Алекса́ндр Леони́дович Медве́дский (род. 13 мая 1966) — российский учёный в области механики сплошных сред, лауреат Государственной премии РФ (2001), заведующий кафедрой МФТИ, профессор РАН (2016).

## Биография, карьера
Родился в 1966 году.
В 1989 году с отличием закончил факультет «Космонавтики и автоматических летательных аппаратов» МАИ им. С. Орджоникидзе по специальности «Производство летательных аппаратов». В 1992 году с отличием закончил механико-математический факультет МГУ им. М.В. Ломоносова по специальности «Прикладная математика». После окончания очной аспирантуры МАИ в 1994 году защитил диссертацию на соискание ученой степени кандидата физико-математических наук по специальности 01.02.04 – механика деформируемого твердого тела. Ученое звание доцента по кафедре «Сопротивление материалов, динамика и прочность машин» присвоено в 2000 году. 
После окончания МАИ в 1989 году был распределен на кафедру «Сопротивление материалов, динамика и прочность машин» МАИ, где проработал до 2008 года в должностях инженера, младшего научного сотрудника, ассистента, старшего преподавателя, доцента. В период с 2008 по 2012 год работал заместителем проректора по учебной работе МАИ, исполнял обязанности директора Института повышения квалификации и переподготовки МАИ. В 2012 году был избран на должность декана «Аэрокосмического факультета» МАИ, проработав в указанной должности до 2015 года. 
В период с 2015 по 2016 год работал начальником комплекса перспективного развития ФГУП «ЦАГИ». 
В 2016 году перешел на должность директора Департамента координации и сопровождения государственных программ ФГБУ «Национальный исследовательский центр «Институт имени Н.Е. Жуковского». 
В 2018 году по конкурсу избран на должность заместителя Генерального директора ФГУП «ЦАГИ» по научной деятельности. 

Доктор физико-математических наук (2012 год), академик Российской академии космонавтики им. К.Э. Циолковского (2015 год).
Профессор РАН (2016).

Диссертации:
- Исследование плоской контактной задачи на произвольном временном интервале : автореферат дис. … кандидата физико-математических наук : 01.02.04. — Москва, 1994. — 14 c. : ил.
- Нестационарный контакт структурно-неоднородных упругих тел : диссертация … доктора физико-математических наук : 01.02.04 / Медведский Александр Леонидович; [Место защиты: Московский авиационный институт]. — Москва, 2012. — 269 с. : ил.

В настоящее время работает первым заместителем Генерального директора ФГУП «ЦАГИ». Заведующий кафедрой "Прикладная механика и информатика" МФТИ.

## Научная деятельность
Медведский А.Л. — крупный специалист в области решения нестационарных задач механики деформируемого твердого тела. Ему принадлежат фундаментальные результаты в области исследований нестационарных контактных задач теории упругости и акустики.  
Медведским А.Л. разработана и реализована на практике теория использования поверхностных функций влияния нестационарных операторов в линейных задачах механики деформируемого твердого тела. С использованием данного подхода решен новый класс нестационарных контактных задач для упругого полупространства и гладкого абсолютно твердого ударника. 
Медведским А.Л. получены новые решения задач нестационарной гидродинамики конструкций. В частности, развитая в его исследованиях теория тонкого слоя позволила построить эффективные алгоритмы решения задач по определению кинематических параметров и расчета напряженно-деформированного состояния подводных аппаратов при действии на них высокоинтенсивных нагрузок.
Разработанная Медведским А.Л. методика использования поверхностных функций влияния в задачах акустики позволила решить новые задачи дифракции нестационарных акустических волн на функционально-градиентных трансверсально-изотропных включениях сферической и цилиндрической формы. Медведским А.Л. разработаны и реализованы методы решения задач о нестационарном контакте неоднородных упругих тел для различных типов структурной неоднородности. Для неоднородных тел и абсолютно жесткого полупространства решены нестационарные контактные задачи при начальных временах взаимодействия. Построены решения нестационарных контактных задач для абсолютно твердых ударников, неоднородность которых связана с наличием «несовершенств», и однородного изотропного полупространства.
Метод объемных функций влияния с успехом применен в комплексных исследованиях проблем долговечности ортотропных полигональных пластин с учетом эффектов экранирования шума от некомпактных источников. С использованием разработанного численно-экспериментального метода и на основе проведенных в ФГУП «ЦАГИ» экспериментальных исследований по экранированию шума точечного монопольного источника и волн неустойчивости решены задачи экранирования и долговечности для полигональных ортотропных пластин сложной формы.
Медведским А.Л. разработаны новые подходы в области численно-экспериментальных методов определения эффективных упругих характеристик пространственно-армированных углерод-углеродных композиционных материалов. Результаты работ с успехом использованы в ГНЦ «Центр Келдыша» для расчета напряженно-деформированного состояния сопловых вкладышей двигательных установок и тепловых аккумуляторов космических аппаратов.
Медведским А.Л. решены новые задачи поведения композитных слоистых пластин и цилиндрических панелей при наличии множественных межслоевых дефектов под действием динамической нагрузки нестационарного характера.
Под руководством Медведского А.Л. с использованием конечно-элементного подхода проведена оценка общей статической прочности перспективного вертолета типа «Ка-62», а также динамического поведения изделия типа «Ка-27» с полезным грузом на борту при столкновении с абсолютно жесткой преградой.
Под руководством Медведского А.Л. создана и отработана методика конечно – элементной реализации задачи динамического раскрытия мягких оболочек вращения под действием внутреннего нестационарного поля давлений. Предложены основные подходы к задаче моделирования этапа получения свернутой конфигурации оболочки и процесса её раскрытия. Результаты решения указанной задачи нашли применение в проектах «НПО им. С.А. Лавочкина» при создании опытного образца космического спускаемого аппарата–демонстратора надувного тормозного устройства.
Ученик Д. В. Тарлаковского.
Автор более 190 научных трудов, включая 2 монографии, 6 учебно-методических пособия с грифом Министерства образования и науки Российской Федерации, 7 учебно-методических работ и 4 патента на изобретения.

## Избранная библиография
- Метод поверхностных функций влияния в нестационарных задачах дифракции / А. Л. Медведский, Л. Н. Рабинский. — Москва : МАИ, 2007. — 255 с. : ил.; 21 см; ISBN 978-5-7035-1887-8 (В пер.)
- Основы механики сплошной среды : учебное пособие / А. Г. Горшков, А. Л. Медведский, Д. В. Тарлаковский; Министерство общего и профессионального образования РФ. Московский гос. авиационный институт (технический университет). — Москва : Изд-во МАИ, 1998. — 141 с. : ил.; 20 см; ISBN 5-7035-2199-8
- Теория упругости цилиндрических тел : учебное пособие / Ел. Л. Кузнецова, А. Л. Медведский, Д. В. Тарлаковский, Г. В. Федотенков ; Министерство образования и науки Российской Федерации, Московский авиационный институт (национальный исследовательский университет). — Москва : Изд-во МАИ, 2017. — 90, [1] с. : ил.; 21 см; ISBN 978-5-4316-0469-0
- Список трудов А. Л. Медведского в каталоге Российской национальной библиотеки
- Руководитель и ответственный исполнитель более 40 НИОКР, связанных с разработкой новых образцов авиационно-космической техники[2], и 15 грантов РФФИ.

## Признание
- Лауреат Государственной премии Российской Федерации в области науки и техники 2001 года — за цикл работ «Динамические контактные задачи механики сплошных сред»[3].
- Трижды лауреат премии им. 25-летия МАИ (2002, 2005, 2007 гг.)[2].
- Почетная грамота Министерства промышленности и торговли Российской федерации (2020 г.).